# Caminho dos Sonhos
Caminho dos Sonhos é um filme brasileiro de 1998, do gênero drama, dirigido por Lucas Amberg e produzido pela Amberg Filmes. O roteiro é baseado em Um Sonho no Caroço do Abacate, de Moacyr Scliar.

## Sinopse
O filme relata o drama de um imigrante judeu que vai estudar em uma escola católica e se apaixona por uma garota negra e católica.

## Elenco
- Elliott Gould… Samuel Stern
- Talia Shire… Ida Stern
- Taís Araújo… Ana Cavalcante
- Edward Boggiss… Mardo Stern
- Antonio Abujamra… padre Otero
- Cecil Thiré… Cristiano Bonardi
- Ewerton de Castro… padre Atanásio
- Paulo Figueiredo… Alberto França
- Caio Blat… Pedro Moraes
- Fábio Azevedo… Felipe Bonardi
- Jair Oliveira… Carlos
- Caco Ciocler… rabino Jacó
- Leo Steinbruch… professor Max
- Antônio Petrin… Nathanson
- Mariana Ximenes… Ruth Stern
- Jair Rodrigues… Antônio Cavalcante
- Sueli Oliveira… Luiza Cavalcante
- Luiz Fernando Petzhold… Luiz (carioca)
- Gustavo Haddad… Júlio
- Thiago Husman… Eli
- Ariel Moshe… vítima no consulado
- Christina Caron… Roberta Bonardi
- Felipe Montanari… Tony (banda)
- Jaime Queiroz… Dani (banda)
- Kiko Bertolini… Paulo
- Sandro Isaack… Ruy
- Ricardo Schiller… herói (escola judaica)
- Francisco Carvalho… bedel
- Abrahão Farc… vendedor ambulante
- Ana Rosa Rotjtemberg… Elise, amiga de Ida
- Juliana Salomão… amiga de Ana na festa
- Aline Schwartz… amiga de Ana na FAU
- Roberto Cunha… embaixador
- Paulo Vasconcelos… professor de Educação Física
- Oswaldo Costa Jr… estudante (escola judaica)
- Ricardo Machi… estudante
- Thiago de Brito… estudante (escola judaica)
- Tom… Macedo (embaixador)
- Douglas Aguillar… David Trava
- Rita Lima… Rita, secretária do França
- Mario Petzhold… dr. Irineu
- Fernanda Prats… Sonia, secretária na loja dos Stern
- André Bicudo… Salim
- Bruno Giordano… dr. Ernesto
- Alf Ribeiro… guarda da embaixada
- Odilon Wagner… (não creditado)
- Kleber Ruiz… Fernando

## Recepção
Inácio Araujo em sua crítica para a Folha de S.Paulo destacou que o "filme esconde [a] experiência judaica (...) Tudo que 'Caminho dos Sonhos' nos diz é, em suma, aquilo que ninguém ignora: os judeus são vítimas de preconceito, quando não de franca discriminação.
Como opta por não se deter em aspectos fundamentais, como a retração dos judeus dessa geração (...), o filme baseado no romance de Moacyr Scliar termina por também não dar conta do conflito de gerações que se desenha no enredo (...), nem da circunstância política enunciada. (...) É certo que o filme falha em inúmeros momentos em seu intento de verossimilhança. Esse é o menor dos problemas."

## Principais prêmios e indicações
Festival de Gramado 1998 (Brasil)
- Indicado na categoria de melhor filme
- Indicado na categoria de melhor ator - Edward Boggiss

Festival do Cinema Brasileiro de Miami 1999 (EUA)
- Venceu na categoria de melhor atriz (Taís Araújo)